# Campeonato Sul-Americano de Ginástica Artística de 1957
O Campeonato Sul-Americano de Ginástica Artística de 1957 foi realizado em Buenos Aires, Argentina, em 13 de dezembro de 1957.

## Nações participantes

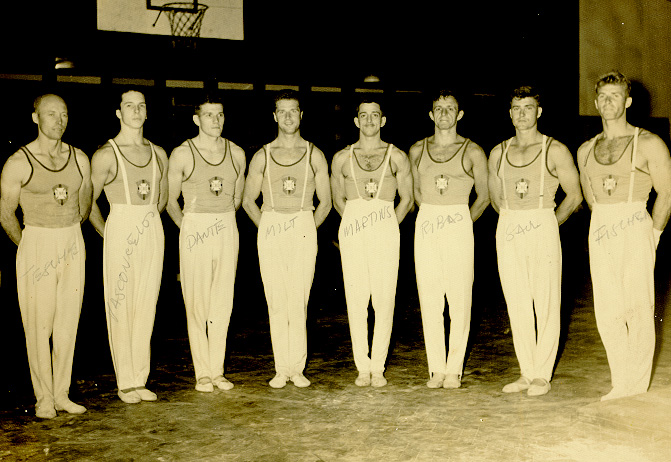
Seleção masculina do Brasil no Campeonato Sul-Americano de Ginástica Artística de 1957

- Argentina
- Brasil
- Uruguai

| Event            | Ouro | Prata | Bronze                                                                           |
| ---------------- | --- | --- | -------------------------------------------------------------------------------- |
| Masculino        | | |                                                                                  |
| Equipes          | Argentina · Ricardo Licenziato · César Bonoris · José Flecha · Bautista Digiacomo · Juan Caviglia · Jorge Guerreiro | Brasil · Arno Tesche · Luiz Vasconcelos · Siegfried Fischer · Nelson Saul · Dante Gnoatto · Guilherme Meyer | Uruguai · Omar Lagomarsino · Pedro Sleslisepecvie · Hugo Prigue · Manoel Alifa · |
| Individual geral | Ricardo Licenziato (ARG)                                                                                            | Arno Tesche (BRA)                                                                                           | César Bonoris (ARG)                                                              |
| Solo             | Juan Caviglia (ARG)                                                                                                 | Desconhecido                                                                                                | Desconhecido                                                                     |
| Cavalo com alças | Ricardo Licenziato (ARG)                                                                                            | Arno Tesche (BRA)                                                                                           | Desconhecido                                                                     |
| Argolas          | Arno Tesche (BRA)                                                                                                   | Desconhecido                                                                                                | Desconhecido                                                                     |
| Salto            | José Flecha (ARG) César Bonoris (ARG)                                                                               | Nenhum premiado                                                                                             | Nelson Saul (BRA) Luis Vasconcelos (BRA)                                         |
| Barras paralelas | Ricardo Licenziato (ARG)                                                                                            | Desconhecido                                                                                                | Desconhecido                                                                     |
| Barra fixa       | Ricardo Licenziato (ARG)                                                                                            | Siegfried Fischer (BRA)                                                                                     | Desconhecido                                                                     |